# Itonia percutiens
Itonia percutiens là một loài bướm đêm trong họ Noctuidae.